# S/2008 (364171) 1
S/2008 (364171) 1 é o objeto secundário do corpo celeste denominado de (364171) 2006 JZ81. Ele é um objeto transnetuniano que tem cerca de 78 km de diâmetro e orbita o corpo primário a uma distância em torno de 32 300 km.

## Descoberta
S/2008 (364171) 1 foi descoberto no dia 01 de maio de 2006, e sua descoberta foi anunciada em 11 de agosto de 2011.